# Сем Саттон
Сем Саттон (англ. Sam Sutton, нар. 10 грудня 2001, Окленд) — новозеландський футболіст, захисник клубу «Веллінгтон Фенікс» та національної збірної Нової Зеландії.

## Клубна кар'єра
Народився 10 грудня 2001 року в Окленді. Вихованець футбольної школи клубу «Іст-Коаст Бейс».
У дорослому футболі дебютував 2016 року виступами за резервну команду «Веллінгтон Фенікс» в новозеландській першості.
З 2019 року почав паралельно залучатися до основного складу «Веллінгтон Фенікс», який змагається у чемпіонаті Австралії.

## Виступи за збірні
З 2021 по 2024 рік захищав кольори олімпійської збірної Нової Зеландії. Був у її заявці на футбольний турнір  Олімпійських ігор 2020 року в Токіо, де на поле не виходив. Згодом був учасником футбольного турніру на Олімпійських іграх 2024 року в Парижі. Цього разу виходив на поле в усіх трьох іграх своєї команди, яка не подолала груповий етап турніру.
2024 року дебютував в офіційних матчах у складі національної збірної Нової Зеландії. У складі збірної був учасником кубка націй ОФК 2024 року у Фіджі і Вануату.
| Дата      | Місто     | Господарі     | Результат | Гості              | Турнір               | Голи | Примітки |
| --------- | --------- | ------------- | --------- | ------------------ | -------------------- | ---- | -------- |
| 18-6-2024 | Порт-Віла | Нова Зеландія | 3 – 0     | Соломонові Острови | Кубок націй ОФК 2024 | -    |          |
| 27-6-2024 | Порт-Віла | Нова Зеландія | 5 – 0     | Таїті              | Кубок націй ОФК 2024 | -    | 46'      |
| 30-6-2024 | Порт-Віла | Нова Зеландія | 3 – 0     | Вануату            | Кубок націй ОФК 2024 | -    | 76'      |
| Усього    |           | Матчів        | 3         |                    | Голів                | 0    |          |